# 潮州市古巷事件
潮州市古巷事件是一次民工讨薪引起的聚集事件，发生于2011年6月6日晚、中華人民共和國廣東省潮州市古巷鎮。

## 事件起因
事發地潮州市古巷鎮被稱為中國衛生陶瓷第一鎮，此地生產的衛生用陶瓷（如洗手臺）占中國將近一半市場。起因多認為是2011年6月1日四川籍民工熊漢江与其父母到該地“華意陶瓷廠”向蘇姓老闆要工錢，但蘇老闆想拖欠工資，於是雙方爆發矛盾，蘇老板指使2名同夥追砍熊漢江，并挑斷其手腳筋。

## 事件经过
- 6月4日開始，被砍伤者同乡到當地政府進行抗議，但政府一直不理睬他們[5]。
- 6月6日晚，200多名被砍伤者同乡聚集到古巷镇镇政府门口要求严惩凶手。经劝解，现场群众于10时30分许逐渐散去，期间3辆汽车被砸坏、1辆汽车被焚毁[1][4][6][7]。也有报道称：民工向派出所投掷砖头、燒毁三十多輛車[5]、扔汽油彈、追砍路过的当地人[8]。但消息被封鎖[來源請求]。之後[何时？]當地人開始組織反擊，族群矛盾激化[9]。又有报道称，衝突中有17辆汽车受损、1辆汽车被焚毁、18人受伤[10]。
- 6月7日，古巷镇传四川民工会再次闹事，当地民众开始组成自卫队，以头戴黄色安全帽、手绑红色布条作为标志，或持木棍、铁棒、持刀巡逻[8]。潮安縣公安局頒佈《關於加強古巷鎮治安管理的通告》（安公通字【2011】62號），進行刀具等管制并取消當地自衛隊[3]。
- 6月8日，潮州市市政府派工作组进村入厂[7]。